# 番子 (雲林縣)
番子，原寫為番仔，是台灣雲林縣莿桐鄉的一個傳統地域名稱，位於該鄉西北部。相較於今日行政區，其範圍大致包括饒平村西北半部不含最北端濁水溪河床地帶、義和村不含西大半葉的北端及南端、興桐村中部。

## 歷史
台灣清治末期至日治初期，番子地區為一街庄，稱為「番仔庄」，隸屬於西螺堡。該庄輪廍略呈開口朝西北的V字形，東北半葉北隔濁水溪與潮洋厝庄為界，東與樹仔腳庄為鄰，西南半葉的南邊為莿桐巷庄，西邊為埤頭垻庄，西北邊兩半葉所夾為新宅庄。
1901年（日治明治三十四年）11月，全台廢縣廳改設二十廳，該庄隸屬於斗六廳。1903年（明治三十六年）6月，該庄編入「西螺區」，隸屬於斗六廳。1909年（明治四十二年）10月，合併二十廳為十二廳，西螺區改隸屬於嘉義廳。1920年（大正九年），全台地方制度大改正，廢十二廳改設五州二廳，該庄改制並雅化為「番子」大字，隸屬於臺南州斗六郡莿桐庄。
戰後莿桐庄改制為莿桐鄉，隸屬於臺南縣，大字亦改制為村。1950年10月，雲、嘉、南分治，莿桐鄉改隸屬雲林縣。

## 聚落
本地區發展較早的聚落有店鳥（三和）、番仔、新興（三汴頭）、孩沙里（振興）、湳仔等，在日治期初期的官方地圖上已有記載。此外，本地區尚有店口庄、犁頭厝（和平）等聚落。

## 交通
國道1號又稱「中山高速公路」，是貫穿台灣西部的兩條縱向高速公路之一，大致以北北東—南南西走向經過番子地區西部邊界外緣，與省道台1線交會處設有西螺交流道。由此可快速前往國道1號沿線各地。
省道台1線（延平路）又稱「縱貫公路」，是台北至屏東楓港的傳統平面幹道，大致以北北西—南南東走向經過本地區西南端。由該道路向北北西可前往西螺、溪州、北斗、田尾等地，向南南東經莿桐市區轉南可前往虎尾東北部、斗南、大埤東部等地。
省道台1丁線是莿桐經斗六至斗南的幹道，其北側端點（起點）位於本地區南部邊界外不遠處的省道台1線路口（莿桐市區南側）。由此向東北東經樹子腳西南端轉東南微南，可前往大埔尾、竹圍子西端、保長廍東北部、海豐崙與斗六交界地帶、斗六市區、大潭與保長廍交界地帶、保長廍西南端、九老爺北端、新庄並止於其西部邊界地帶的省道台1線另一路口（斗南市區北郊）。
縣道154號是麥寮鄉六輕廠至林內鄉的道路，也是雲林縣最北側的橫貫縣道，大致以北向南由本地區東北半葉的西北側邊界入境後，轉東南再轉東南微東，於本地區東部邊界經縣道156號起點路口並出境。由該道路向北轉西北西再轉西可前往西螺、二崙中北部、崙背中北部、麥寮的六輕廠等地；向東南微東轉南南東經樹子腳轉東南微東可前往麻園、湖子內西南端、新庄子、烏塗子、林內市區西側並止於省道台3線路口。
縣道154乙線是莿桐鄉饒平（樹子腳）至古坑鄉永光的道路，其北側端點（起點）位於本地區東北半葉東部邊界外不遠處的縣道154號路口。由此向南微東沿樹子腳與麻園邊界地帶而行，其後轉南南東可前往麻園西南端、大埔尾東部、竹圍子西南部、海豐崙西部、斗六市區、大潭東部、大崙東部、水碓、古坑市區、麻園（古坑鄉）並止於省道台3線路口。
縣道156號是麥寮鄉至莿桐鄉饒平的道路，也是雲林縣主要的橫貫道路之一，其東側端點（終點）位於本地區東部邊界北側的縣道154號路口。由此向西南微南沿本地區東部邊界而行，出境一小段路後至莿桐北路二段路口轉西北西，再度入境後繞大彎轉西南微南出境，至省道台1線路口轉南與其共線，至中正路路口轉西獨行並繞過莿桐市區可前往西螺南部、二崙南部、崙背、麥寮等地。
鄉道雲42線是藍厝至義和（番子）的道路，其東側端點（終點）位於本地區西南半葉中央偏東南鄉道雲47線路口。由此向西經鄉道雲49線起點路口後，轉西南西再轉西北西再轉西南西，至省道台1線路口轉西北微北與其共線約200公尺，至路口轉西南西獨行後出境，轉北北西再轉西北西經國道1號高架橋下後可前往埤頭垻西部邊界地帶並止於鄉道雲43線路口。
鄉道雲46線是大新至四塊厝的道路，其西南側端點（終點）位於本地區西南半葉西部邊界中央偏北的省道台1線路口。由此向東北轉西北微北再轉北微東沿國道1號西螺交流道外緣而行，其後轉東北東沿本地區西南半葉的北側邊界蜿蜒而行，經四塊厝聚落後轉北北東，可前往新宅地區西部的大茄苳聚落並止於縣道154號路口。
鄉道雲47線是新宅至新莊仔的道路，其北側端點（起點）位於本地區東北半葉西部邊界的縣道154號路口。由此向西南微南沿邊界蜿蜒而行，其後因邊界線西移而入境，至番子聚落東側經鄉道雲42線終點路口轉南，經兩個連絡九十度轉彎後出境，可前往莿桐地區的中部偏東北並止於省道台1線路口。
鄉道雲47-1線是三汴頭至孩沙里的道路，全線位於本地區境內，其西北側端點（起點）位於本地區兩半葉交會地帶三汴頭聚落東側的鄉道雲47線路口。由此向南南東至孩沙里聚落轉東可前往本地區東部邊界南側並止於縣道156號路口。
鄉道雲49線是義和（番子）至中園的道路，其北側端點（起點）位於本地區西南半葉中央偏南番子聚落的鄉道雲42線路口。由此向南南西轉南南東出境後，可前往莿桐地區西部、惠來厝北端並止於鄉道雲54線路口。
鄉道雲50線是新莊（新庄子）至孩沙里的道路，其東側端點（終點）位於本地區南部邊界東側外緣的縣道156號路口。由此向北北西經過莿桐地區東北端一小段路後入境，於孩沙里聚落中央偏南處轉西北西，出聚落後轉西南西續行以至出境，可前往莿桐地區西北部的新庄子聚落並止於省道台1線路口。